# 468 Lina
468 Lina è un asteroide della fascia principale del diametro medio di circa 69,34 km. Scoperto nel 1901, presenta un'orbita caratterizzata da un semiasse maggiore pari a 3,1313569 UA e da un'eccentricità di 0,1979207, inclinata di 0,44000° rispetto all'eclittica.
Il suo nome è dedicato a quello di una domestica della famiglia dello scopritore.